# Jean Joseph La Croix
Jean Joseph La Croix (* 1737 in Hannover; † 7. März 1828 ebenda) war ein deutscher Fontänenmeister und Wasserbauingenieur.

## Leben
Jean Joseph La Croix war Angehöriger einer aus Frankreich stammenden Fontainier-Familie, die mehr als zwei Jahrhunderte von 1700 bis 1904 die Fontänen, darunter die Große Fontäne im Großen Garten von Schloss Herrenhausen, aufbauten und betreuten. Er war der Enkel von Pierre La Croix und der Sohn von Georg Ludwig La Croix († 23. Januar 1773 in Herrenhausen) und dessen Ehefrau Johanna Juliana Guicetti, der Tochter des aus Berlin stammenden Wachsbleichers Francesco Guicetti.
Ebenso wie sein Vater, der an der Pariser Architektur-Akademie ausgebildet worden war, erhielt auch Jean Joseph auf Kosten seines Dienstherrn, Georg II., König von Großbritannien und Kurfürst von Hannover, eine Ausbildung zum Fontainier und konnte so schon als 18-Jähriger als Mitarbeiter seines Vaters in Herrenhausen tätig werden, bevor er ab 1773 selbst zum maître fontainier berufen wurde.
Im Folgejahr heiratete La Croix am 18. September 1774 in der Kirche St. Clemens in der Calenberger Neustadt die 1742 in Hannover geborene Maria Anna Francisca Vezin, Tochter des Hofkapellmeisters Jean Baptiste Vezin und dessen Ehefrau Elisabeth Caecilie Maillet de Fourton, die wiederum eine Tochter des Majors und Wasserbauingenieurs Etienne Maillet de Fourton war.
Da die Ehe von La Croix kinderlos blieb, verschwand mit dem Tode des Aquarium salentium director der Name La Croix ab 1828 aus den Hannoverschen Staatshandbüchern.

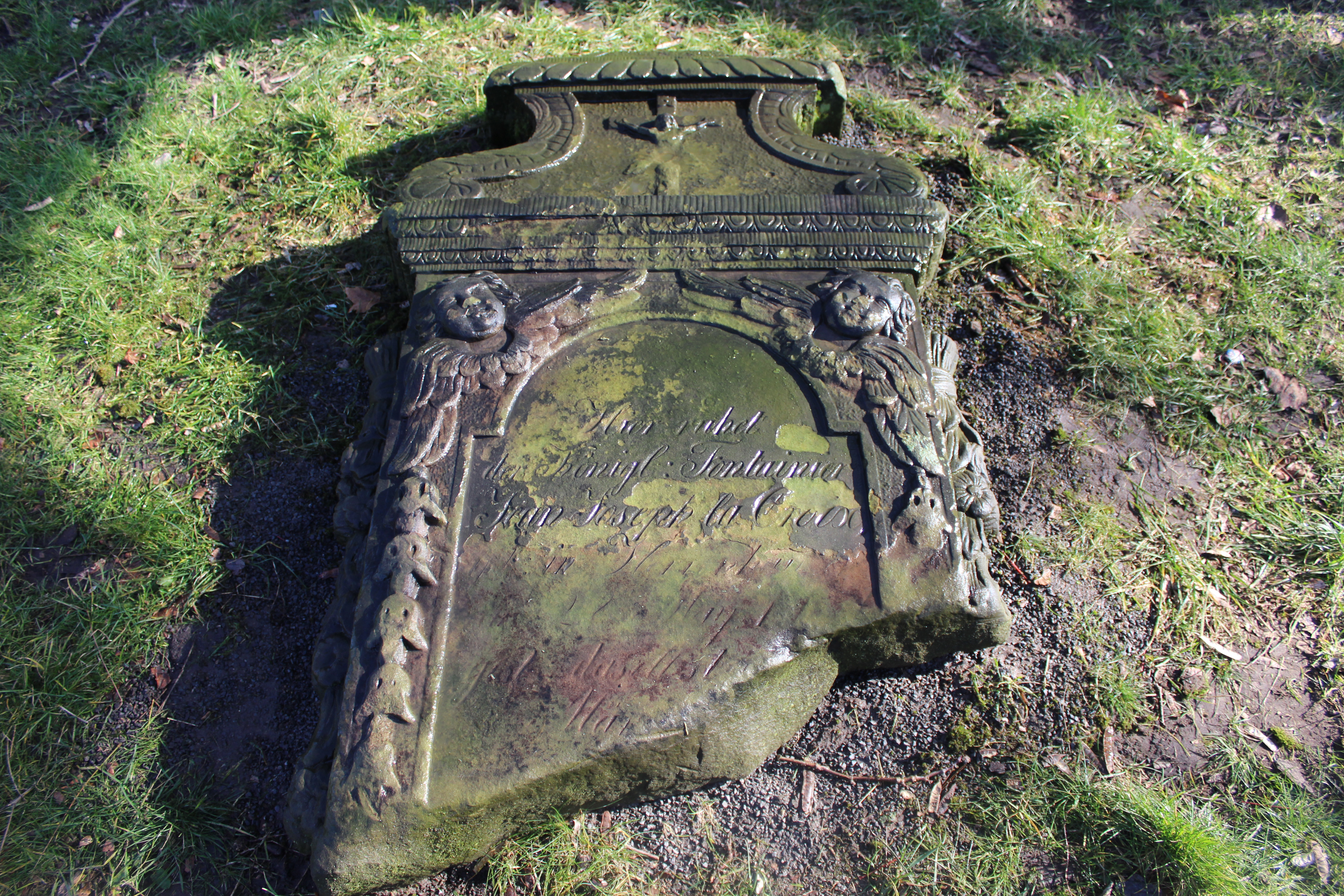
Bruchstück des vom katholischen Friedhof St. Johannis auf den Alten St.-Nikolai-Friedhof versetzten denkmalgeschützten Grabmals für La Croix

La Croix wurde auf dem katholischen Friedhof St. Johannis an der Hildesheimer Straße bestattet. Dabei wurde ein Standmal wiederverwendet, das zuvor vermutlich für seinen Großvater Pierre La Croix († 1729) angefertigt worden war. Als der Friedhof in der Südstadt zugunsten der bis 1929 erbauten Stadtbibliothek Hannover eingeebnet worden war, wurde ein großes Bruchstück des Grabsteins auf den Alten St.-Nikolai-Friedhof versetzt zwischen die Nikolaikapelle und die Nicolaistraße.
Nach dem Tode Jean Joseph La Croix blieb die Leitung des hannoverschen Fontänenwesens dennoch „in der Familie“: La Croix’ Nachfolger wurde der Hofinspektor Georg Heinrich Schuster, der 1828 Eleonore Louise Elisabeth La Croix heiratete, eine Nichte des verstorbenen Fontänenmeisters. Schusters Nachfolger wiederum wurde der Geheime Baurat Eduard Schuster, der unter anderem ebenfalls für die Herrenhäuser Anlagen zuständig war – und der als Historiker 1904 in den Hannoverschen Geschichtsblättern über das Wirken seiner Vorfahren überlieferte.